# Ochagavia litoralis
Ochagavia litoralis är en gräsväxtart som först beskrevs av Rodolfo Amando Philippi, och fick sitt nu gällande namn av Zizka, Trumpler och Zöllner. Ochagavia litoralis ingår i släktet Ochagavia och familjen Bromeliaceae. Inga underarter finns listade i Catalogue of Life.